# Egyetem utca (Kolozsvár)
Az Egyetem utca (románul Str. Universității) Kolozsvár belvárosában található. A Fő tér délnyugati sarkától indul déli irányba.

## Neve
1453-ban Zeben wcza, illetve Belső-Torda vcza és Thordawcza néven említették, ugyanis erre vezetett az út Torda és Nagyszeben irányába. 1899-ben kapta az Egyetem utca nevet a Kolozsvári Magyar Királyi Ferenc József Tudományegyetem akkoriban elkészült központi épületéről. Az első világháborút követően Str. Universității lett, majd 1937-ben Ion G. Duca 1933-ban meggyilkolt miniszterelnökről nevezték el. A második bécsi döntés után ismét Egyetem utca, 1945–1957-ig illetve 1964-től kezdve ismét Str. Universității lett. 1957 és 1964 között Puskin nevét viselte.

## Története
Az utca déli végében állott a csiszárok és késcsinálók tornya, más néven Tordakapu. A kaputorony kis ajtóját már 1566-ban említették. 1701-ben már a torony állapota leromlott, emiatt kapuját befalazták. 1841-ben bontották le.
A Farkas utcával kereszteződve az utca kiszélesedik; az Erdélyből több ízben (1588, 1607, 1610, 1653) kitiltott, majd 1670-ben visszatért jezsuiták ezen a sarkon alakítottak ki egy „misemondó házat.” 1700 körül nagy telket vásároltak, és itt építették fel iskolájukat és új templomukat (1718–1725), illetve a nemesi bentlakás és rendházat (1735). Ebben az időszakban épült fel az utca nyugati oldalán a Báthory–Apor Szeminárium, más néven Szent József Fiúnevelde is. 1744-ben az 1738 óta tartó pestisjárvány elmúltakor a templom elé fogadalmi oszlopot állítottak, amely az 1950-es évek végéig állt ezen a helyen.
A jezsuita rend 1773-as feloszlatásakor az épületeiket a piarista rend vette át. Az iskola épületét a piaristák 1790-ben használatra átengedték a Guberniumnak, és 1872-ben itt kezdte meg működését a kolozsvári egyetem. A 18. századi iskolaépületet az 1890-es években lebontották, helyére épült az egyetem jelenlegi központi épülete.
A 8-as szám alatti Esterházy-házat 1843-ban építtette gróf Esterházy Dénes. A két világháború között ebben a házban működött az Ellenzék című napilap szerkesztősége és nyomdája.
1913-ban nyílt meg a 3. szám alatt Sebestyén Dávid szecessziós stílusban épült bérpalotájának földszintjén az Egyetem mozgószínház; ez volt a város ötödik mozija. Itt jelenleg is filmszínház működik Arta néven; magyarul Művész moziként hivatkoznak rá. Az 1960-as évekig az épületben működött a kereskedelmi dolgozók klubja, a Viktória klub.
2012-ben Emil Boc polgármester bejelentette, hogy a piarista templom elé földalatti parkolóházat terveznek; a tervezetet azonban a lakosság ellenzése miatt más színhelyre módosították.

## Műemlékek
Az utcából az alábbi épületek szerepelnek a romániai műemlékek jegyzékében:
| Házszám | Kép | Megnevezés               | Építés dátuma | Műemlék kódja   |
| ------- | --- | ------------------------ | ------------- | --------------- |
| 5       |     | Piarista templom         | 1718–1724     | CJ-II-m-A-07499 |
| 6       |     | Jósika–Vikol-ház         | 16–19. század | CJ-II-m-B-07500 |
| 7–9     |     | Piarista rendház         | 1735          | CJ-II-m-B-07501 |
| 8       |     | Esterházy-ház            | 18–19. század | CJ-II-m-B-07502 |
| 10      |     | Báthory–Apor Szeminárium | 1721–1727     | CJ-II-m-B-07503 |